# キース・ニュートン
キース・ニュートン（Keith Robert Newton、1941年6月23日 – 1998年6月16日）は元イングランド代表のサッカー選手であり、現役時代のポジションはディフェンダーとして、1960年代から70年代にかけて、フットボールリーグで活躍した。
ニュートンはマンチェスターで生まれた。ブラックバーンでサッカーキャリアを始め、1960-61シーズンにデビューして以来、300試合以上に渡って出場した。
1969年12月にエヴァートンへ移籍し、シーズン半ばからながら、12試合に出場、エヴァートンをフットボールリーグ1部 (実質2部) の優勝に導いた。
1972-73シーズンにバーンリーに移籍、8月12日にカーライル・ユナイテッドFC戦で初出場して以降、1977-78シーズンに引退するまでに209試合に出場した。

## イングランド代表
ニュートンは1966年2月に西ドイツ戦でイングランド代表デビューをした。代表では27試合に出場、1970年ワールドカップにも3試合出場した。ワールドカップ初出場はグアダラハラでのルーマニア戦で、怪我のために後半6分にトミー・ライトからの交代で出場をしたのがきっかけである。ニュートンはトーナメント準々決勝での西ドイツ戦での2得点をアシストしたが、チームは敗れた。